# مرسينية
الأسرة المرسيناوية (باللاتينية: Myrsinaceae) أسرة نباتية ضمن الفصيلة الربيعية. كانت سابقا تصنيف كفصيلة منفصلة. تحوي حوالي 35 جنسًا تجمع ما يقارب 1000 نوع منتشرة حول العالم.

## من أجناسها
- بخور مريم (باللاتينية: Cyclamen)
- الأناغالس (باللاتينية: Anagallis)